# Quartel
Quartel, auch Quarte, war in Frankreich ein Getreidemaß und in Deutschland ein Weinmaß.
- Frankreich, Sedan 1 Quartel = 1213 Pariser Kubikzoll = 24,1 Liter
- Deutschland, Augsburg 1 Quartel = 2 Achtel = 18 Pariser Kubikzoll = 7/20 Liter

Einzelne Beziehungen zu anderen Maßeinheiten waren
- 1 Fuder = 3072 Quartel
- 1 Jetz = 354 Quartel
- 1 Muid = 192 Quartel
- 1 Maß = 4 Quartel
- 1 Seidel = 2 Quartel

Mit Quartel wurde in der Loggerfischerei auch ein Teilabschnitt des Heringstreibnetzes mit ca. 15 aneinandergeknüpften Einzelnetzen bezeichnet.